# Tanyochraethes ochrozona
Tanyochraethes ochrozona är en skalbaggsart som först beskrevs av Bates 1885.  Tanyochraethes ochrozona ingår i släktet Tanyochraethes och familjen långhorningar.
Artens utbredningsområde är:
- Costa Rica.
- Guatemala.
- Nicaragua.

Inga underarter finns listade i Catalogue of Life.